# Nastri d'argento 2001
La cerimonia di premiazione della 56ª edizione dei Nastri d'argento si è svolta il 29 giugno 2001 presso il Teatro Antico di Taormina, in apertura del Taormina Film Fest.
Le candidature sono state rese note l'8 giugno 2001 presso il Palazzo delle Esposizioni di Roma. Il maggior numero di candidature (otto) è stato ottenuto da La stanza del figlio di Nanni Moretti e Le fate ignoranti di Ferzan Özpetek.
Moretti ha vinto il riconoscimento più importante, quello per il regista del miglior film, ma il film che ha conquistato il maggior numero di premi (quattro) è stato Le fate ignoranti.

## Vincitori e candidati
I vincitori sono indicati in grassetto, a seguire gli altri candidati.

### Regista del miglior film italiano
- Nanni Moretti - La stanza del figlio
- Marco Tullio Giordana - I cento passi
- Gabriele Muccino - L'ultimo bacio
- Ermanno Olmi - Il mestiere delle armi
- Ferzan Özpetek - Le fate ignoranti

### Miglior regista italiano esordiente
- Alex Infascelli - Almost Blue
- Andrea e Antonio Frazzi - Il cielo cade
- Daniele Gaglianone - I nostri anni
- Giuseppe Rocca - Lontano in fondo agli occhi
- Gionata Zarantonello - Medley - Brandelli di scuola

### Miglior produttore
- Tilde Corsi e Gianni Romoli - Le fate ignoranti e Kippur
- Angelo Barbagallo e Nanni Moretti - La stanza del figlio
- Fabrizio Mosca - I cento passi
- Domenico Procacci - Il partigiano Johnny e L'ultimo bacio
- Pasquale Scimeca - Placido Rizzotto

### Migliore soggetto
- Ferzan Özpetek e Gianni Romoli - Le fate ignoranti
- Giorgia Cecere e Edoardo Winspeare - Sangue vivo
- Nanni Moretti - La stanza del figlio
- Furio Scarpelli - Concorrenza sleale
- Leonardo Fasoli e Gianluca Maria Tavarelli - Qui non è il paradiso

### Migliore sceneggiatura
- Claudio Fava, Marco Tullio Giordana e Monica Zapelli - I cento passi
- Francesca Archibugi - Domani
- Leonardo Fasoli e Gianluca Maria Tavarelli - Qui non è il paradiso
- Linda Ferri, Nanni Moretti e Heidrun Schleef - La stanza del figlio
- Ferzan Özpetek e Gianni Romoli - Le fate ignoranti

### Migliore attrice protagonista
- Margherita Buy - Le fate ignoranti
- Lorenza Indovina - Almost Blue
- Giovanna Mezzogiorno - L'ultimo bacio
- Laura Morante - La stanza del figlio
- Lucia Poli - Gostanza da Libbiano

### Migliore attore protagonista
- Stefano Accorsi - Le fate ignoranti
- Diego Abatantuono e Sergio Castellitto - Concorrenza sleale
- Antonio Albanese e Fabrizio Bentivoglio - La lingua del santo
- Aldo, Giovanni e Giacomo - Chiedimi se sono felice
- Luigi Lo Cascio - I cento passi

### Migliore attrice non protagonista
- Stefania Sandrelli - L'ultimo bacio
- Sabrina Impacciatore - Concorrenza sleale e L'ultimo bacio
- Ornella Muti - Domani
- Lucia Sardo - I cento passi
- Jasmine Trinca - La stanza del figlio

### Migliore attore non protagonista
- Giancarlo Giannini - Hannibal
- Luigi Maria Burruano - I cento passi
- Ivano Marescotti - Un delitto impossibile e La lingua del santo
- Silvio Orlando - La stanza del figlio
- Claudio Santamaria - Almost Blue

### Migliore musica
- Ennio Morricone - Malèna
- Agricantus - Placido Rizzotto
- Massimo Volume - Almost Blue
- Goblin - Non ho sonno
- Officina Zoè - Sangue vivo

### Migliore fotografia
- Fabio Olmi - Il mestiere delle armi
- Arnaldo Catinari - Chiedimi se sono felice
- Giuseppe Lanci - La stanza del figlio
- Pasquale Mari - Placido Rizzotto
- Pasquale Rachini - I cavalieri che fecero l'impresa

### Migliore scenografia
- Luigi Marchione - Il mestiere delle armi
- Bruno Cesari - Le fate ignoranti
- Francesco Frigeri - Malèna
- Giuseppe Pirrotta - I cavalieri che fecero l'impresa
- Luciano Ricceri - Concorrenza sleale

### Migliori costumi
- Francesca Sartori - Il mestiere delle armi
- Nanà Cecchi - I cavalieri che fecero l'impresa
- Alessandro Lai - Rosa e Cornelia
- Maurizio Millenotti - Malèna
- Odette Nicoletti - Concorrenza sleale

### Migliore montaggio
- Claudio Di Mauro - L'ultimo bacio
- Massimo Germoglio - Honolulu Baby
- Roberto Missiroli - I cento passi
- Anna Rosa Napoli - Non ho sonno
- Massimo Quaglia - Malèna

### Migliore canzone
- L'ultimo bacio di Carmen Consoli - L'ultimo bacio
- Chiedimi se sono felice di Samuele Bersani - Chiedimi se sono felice
- Due destini dei Tiromancino - Le fate ignoranti
- Piero Marras - Un delitto impossibile

### Regista del migliore film straniero
- Stephen Daldry - Billy Elliot
- Claude Chabrol - Grazie per la cioccolata (Merci pour le chocolat)
- Cameron Crowe - Quasi famosi (Almost Famous)
- Benjamin Ross - RKO 281 - La vera storia di Quarto potere (RKO 281)
- Steven Soderbergh - Traffic

### Miglior cortometraggio
- Rimedi contro l'amore di Giovanna Sonnino
- L'ultima questione di Corrado Franco

### Miglior produttore di cortometraggi
- Corrado Franco - L'ultima questione

### Menzioni speciali ai cortometraggi
- Ciccio Colonna di Syusy Blady
- Quid pro quo di Jerome Bellavista Caltagirone

### Miglior doppiaggio femminile
- Franca D'Amato - voce di Juliette Binoche in Chocolat

### Miglior doppiaggio maschile
- Michele Gammino - voce di Harrison Ford in Le verità nascoste (What Lies Beneath)

### Nastro d'argento speciale
- Armando Trovajoli

### Nastro d'argento europeo
- Emir Kusturica - Super 8 Stories

### Premio Guglielmo Biraghi
- Jasmine Trinca - La stanza del figlio
- Jamie Bell - Billy Elliot